# Salwator Tower
Salwator Tower – apartamentowiec w krakowskiej dzielnicy Bronowice. Obudowany szkłem i aluminium. Składa się z dwóch części: 55-metrowej wieży i opadającej 13-piętrowej bryły. W wieżowcu znajduje się 120 mieszkań.
Posiada dwupoziomowy garaż, klub fitness, kort tenisowy, saunę, gabinet kosmetyczny oraz basen. Na trzech najwyższych piętrach mieszczą się apartamenty typu penthouse.
Nazwa budynku nawiązuje do nazwy inwestora i nie ma bezpośredniego powiązania z oddalonym o kilka kilometrów krakowskim osiedlem Salwator.